# خلية بيتز
خلايا بيتز (أو خلايا بيتز الهرمية) هي خلايا هرمية ضخمة (عصبون) موجودة في الطبقة الخامسة للمادة الرمادية في القشرة الحركية الأساسية. سميت تلك الخلايا نسبة إلى العالم الأوكراني فلاديمير بيتز، الذي شرح عنها في أعماله المنشورة عام 1874. تعد هذه العصبونات الأكبر في الجهاز العصبي المركزي، ويصل قطرها أحياناً إلى 100 ميكرومتر، خلايا بيتز هي عصبونات حركية علوية تصل محاورها إلى الحبل الشوكي في الأسفل من خلال السبيل المخي النخاعي، حيث تتشابك عند البشر مباشرة مع خلايا البطين الأمامي للنخاع، التي تشتبك بدورها مع العضلات الهدف. لا تمتلك خلايا بيتز سوى زائدة شجرية رأسية واحدة، كما هو حال الأعصاب الهرمية، إلا أنها تمتلك العديد من التفرعات الرئيسية الخارجة من جسد العصبون. هذه التفرعات حول الجسدية والتغصنات القاعدية تعبر كل طبقات قشرة الدماغ وتترابط معها، إلا أن أغلب التفرعات والتغصنات المائلة أفقياً تشغل حيز الطبقات الخامسة والسادسة، وبعضها يصل حتى المادة البيضاء. تشكل خلايا بيتز 10% من مجمل الخلايا الهرمية في الطبقة الخامسة ب في القشرة الحركية الأساسية عند الإنسان.

## روابط خارجية
- صور لشريحة دماغية مصبوغة تُشمل "Betz cell" على مشروع برين مابز [الإنجليزية]‏